# کورنیلیو
کورنیلیو (به ایتالیایی: Corniglio) یک کومونه در ایتالیا است که در استان پارما واقع شده‌است.

## خصوصیات
کورنیلیو ۱۶۶٫۵ کیلومترمربع مساحت و ۲٬۲۰۰ نفر جمعیت دارد.